# Blaziert
Blaziert település Franciaországban, Gers megyében. Lakosainak száma 128 fő (2022. január 1.). Blaziert Castelnau-sur-l’Auvignon, Caussens, Marsolan, Mas-d’Auvignon, Roquepine, Saint-Orens-Pouy-Petit és Terraube községekkel határos.

## Népesség
A település népességének változása:
| Lakosok száma | 200  | 138  | 124  | 137  | 135  | 137  | 134  | 133  | 130  | 128  |
|               | 1968 | 1982 | 1999 | 2006 | 2011 | 2015 | 2017 | 2018 | 2020 | 2022 |